# Огустин Шантрел
Огустин Шантрел (фр. Augustin Chantrel; 11. новембар 1906 — 4. септембар 1956) био је француски фудбалер који је играо као бек. Појавио се у неколико локалних клубова и представљао је Француску на Светском купу 1930. и олимпијском турниру 1928. године.

## Детињство, младост и каријера
Током своје младости, Шантрел је играо за Париски универзитетски клуб (ПУЦ), све док га париски тим Црвена звезда Олимпик није довео у свој тим 1925. године. Освојио је Куп Француске у фудбалу 1928, док је био у Црвеној звезди, и у том клубу је остао до 1929; затим се придружио ЦАСГ из Париза, а затим је играо за ФК Амјен (1933. до 1934), праћен повратком у Црвену звезду, где би остао до краја професионалне каријере 1939. За своју последњу сезону, Шантрел је постао тренер играча, помажући бившем ривалу Светског купа из Аргентине Гиљерму Стабилеу да управља Црвеном звездом, и помажући клубу да освоји првенство у Дивизији 2. Шантрел је играо 15 пута за француску репрезентацију, од 1928. до 1933.
Његов међународни деби догодио се док је играо за Црвену звезду, 11. марта 1928, против Швајцарске. 1930. године изабран је у тим који је путовао преко Атлантика на броду Конте Верде да би играо на првом турниру Светског купа у Монтевидеу . Шантрел се појавио на сва три меча Француске. Током прве половине првог меча против Мексика, резултатом 1–0 у корист Француске, голман Алекс Тепо задобио је повреду након судара са мексичким играчем и није могао да настави игру. У то време замене нису биле дозвољене, а Шантрел, полубек, заменио је Тепота на голу од 24. минута до краја меча, који је Француска добила.
Шантрел је једини играч у историји Светског купа који је акцију видео као теренски играч и као голман. Такође је једини теренски играч који је икада заменио голмана након што је почео утакмицу на другој позицији. Последња међународна утакмица Шантрела била је против Немачке 19. марта 1933.

## Летње олимпијске игре 1928.
Шантрел је играо у тиму послатом на олимпијски турнир 1928. у Амстердаму, играјући у једином мечу за Француску, поразу од Италије са 4-3.